# گیرمو پائس
گیرمو پائس (اسپانیایی: Guillermo Páez‎؛ زادهٔ ۱۸ آوریل ۱۹۴۵) بازیکن و مربی فوتبال اهل شیلی بود.

## باشگاهی
از باشگاه‌هایی که در آن بازی کرده‌است می‌توان به باشگاه فوتبال کولو-کولو اشاره کرد.

## تیم ملی
وی همچنین در تیم ملی فوتبال شیلی بازی کرده‌است.